# Red Garland's Piano
Albums de Red Garland
A Garland of Red
(1956)
Red Garland's Piano est un album de jazz hard bop enregistré en 1956 et en 1957 par le pianiste américain Red Garland, accompagné du contrebassiste Paul Chambers et du batteur Art Taylor.
Du milieu des années 1950 au début des années 1960, le piano de Red Garland est l'un des sons les plus reconnaissables du jazz. 
Il s'agit du deuxième album de Red Garland en tant que leader.

## Historique

### Contexte
Red Garland est découvert en 1943 à l'âge de 20 ans par le trompettiste Hot Lips Page,.
À compter de 1945, il travaille dans l'ensemble de Billy Eckstine, qui comprenait tous les grands noms du bebop émergent de l'époque : Dizzy Gillespie, Charlie Parker, Fats Navarro, Dexter Gordon, Gene Ammons, Sonny Stitt, Miles Davis, Art Blakey. 
Il rejoint ensuite le combo de Coleman Hawkins et Roy Eldridge, avant de travailler avec Lester Young et Ben Webster. Au début des années 1950, sa réputation est suffisamment établie pour qu'il forme un trio.
En 1953, il est contacté par Miles Davis qui envisage de former un groupe mais ce projet n'aboutit pas et Garland reste avec Lester Young et son trio.
Mais en octobre 1955, Miles Davis réalise son projet et Red Garland devient le pianiste du premier grand quintet de Davis,, à la section rythmique duquel il apporte une importante contribution, avec Paul Chambers et Philly Joe Jones, et où sa technique sophistiquée, l'utilisation de substitutions harmoniques et de block chords établissent des normes pour de nombreux groupes bop contemporains et à venir. Garland a exercé une influence stylistique sur des centaines de pianistes.
Après que ses prestations au sein du quintette de Miles Davis aient rendu le public conscient de son talent, le label Prestige lui signe un contrat d'enregistrement exclusif. Red Garland constitue alors ce qui est essentiellement un trio d'enregistrement, avec le contrebassiste Paul Chambers et le batteur Art Taylor.
Quand Garland enregistre l'album Red Garland's Piano (son deuxième album pour le label Prestige), il fait encore partie du premier grand quintette de Miles Davis, mais ses propres albums attirent également un grand nombre de fans, attirés par ses "block chords" et ses ponctuations de la main gauche.
Garland étant un musicien quelque peu conservateur, fermement attaché aux accords et au swing, il se séparera de Miles Davis en 1958 lorsque le trompettiste commence à explorer la direction du jazz modal avec le pianiste Bill Evans.

### Enregistrement et production

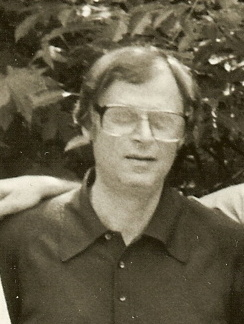
Rudy Van Gelder.

L'album, produit par Bob Weinstock, producteur musical et fondateur du label Prestige, est enregistré par Rudy Van Gelder le 14 décembre 1956 (morceaux 5 et 6) et le 22 mars 1957 dans son studio à Hackensack (New Jersey).
Rudy Van Gelder était un ingénieur du son spécialisé dans le jazz, considéré comme l'un des meilleurs ingénieurs de l'histoire de l'enregistrement, dont on estime qu'il a enregistré et mixé plus de 2 000 albums. Son premier studio, connu durant les années 1950 sous le nom de « Van Gelder Studio, Hackensack, New Jersey », était en fait le living room de ses parents. Ce n'est qu'en 1959 qu'il ouvrira son vrai studio, connu sous le nom de « Van Gelder Studio, Englewood Cliffs, New Jersey ».
L'album Red Garland's Piano a donc été enregistré dans le living room des parents de Rudy Van Gelder.

### Publication
L'album est publié en 1957 sous forme de disque vinyle long playing (LP) sur le label Prestige sous la référence PRLP 7086,.
La notice originale du LP (original liner notes) est de la main d'Ira Gitler, journaliste et historien du jazz et auteur d'une encyclopédie du jazz avec Leonard Feather.

### Rééditions
L'album Red Garland's Piano est réédité à plusieurs reprises en LP de 1978 à 1993 par les labels Prestige, Original Jazz Classics et Fantasy,. 
À partir de 1987, il est publié en CD à de nombreuses reprises sur les labels Prestige, Original Jazz Classics, Universal, JVC Victor et Fantasy,.
Il est remastérisé en 2005 par Rudy Van Gelder lui-même, alors âgé de 81 ans, dans son studio d'Englewood Cliffs dans le New Jersey. Van Gelder déclare à cette occasion : « I remember the sessions well, I remember how the musicians wanted to sound, and I remember their reactions to the playbacks. Today I feel strongly that I am their messenger. » (Je me souviens bien des sessions, je me souviens comment les musiciens voulaient sonner, et je me souviens de leurs réactions aux playbacks. Aujourd'hui, je sens fortement que je suis leur messager.).

## Description
Cet album composé entièrement de standards de jazz (plus une version longue du classique R'n'B Please send me someone to love de Percy Mayfield) montre à quel point Red Garland aimait les jouer. Comme souvent lors de ses sessions Prestige, Garland est accompagné par le contrebassiste Paul Chambers, sideman de Miles Davis, et par le batteur Art Taylor.

## Accueil critique
Le site AllMusic attribue 4 étoiles à Red Garland's Piano. Le critique musical Scott Yanow d'AllMusic souligne que « la troisième session de Red Garland en tant que leader montre le pianiste s'attaquer à huit standards (y compris Please Send Me Someone to Love, Stompin' at the Savoy, If I Were a Bell et Almost Like Being in Love) avec ses accords personnels, ses idées mélodiques créatives et son solide sens du swing. Rejoint par le contrebassiste Paul Chambers et le batteur Art Taylor, Garland joue à son niveau habituel, ce qui en fait un disque recommandable pour les fans ».
Pour le journaliste et historien du jazz Ira Gitler, auteur de la notice du LP original, Red est un musicien plein d'entrain, qui élève l'âme. « Voici un musicien qui, même s'il jouait dans tous les cocktails du pays, ne pourrait jamais être considéré comme un pianiste de cocktail lounge ». Gitler continue : « Le thème de l'amour se retrouve dans presque toutes les sélections de cet album. Ce n'est pas le seul amour en jeu. Il y a aussi l'amour évident avec lequel les touches du piano de Red Garland sont caressées ».
Dans la notice du CD édité en 2005 par Prestige, le même Ira Gitler affirme : « Ce CD est une fenêtre sur son talent pour une nouvelle génération d'auditeurs. Mettez simplement Please send me someone to love. Asseyez-vous et imprégnez-vous du morceau. À lui seul, il vaut le prix du disque ».
Pour John Swenson, la puissance de composition et son flux harmonique lui permettent d'exceller dans ce format en trio.
Pour C. Michael Bailey du site All About Jazz, le superbe album Red Garland's Piano témoigne du large vocabulaire musical de Red Garland et occupe à juste titre une place parmi les 10 premières livraisons de la série des œuvres remastérisées par Rudy van Gelder, lancée par le groupe de musique Concorde. La version remastérisée améliore considérablement le son et le nouvel enregistrement rend plus perceptible l'art du trio.

## Liste des morceaux
| 1.    | Please Send Me Someone to Love     | Percy Mayfield                                          | 9:51 |
| 2.    | Stompin' at the Savoy              | Benny Goodman / Andy Razaf / Edgar Sampson / Chick Webb | 3:12 |
| 3.    | Very Thought of You                | Ray Noble                                               | 4:12 |
| 4.    | Almost Like Being in Love          | Alan Jay Lerner / Frederick Loewe                       | 4:52 |
| 5.    | If I Were a Bell                   | Frank Loesser                                           | 6:41 |
| 6.    | I Know Why (And So Do You)         | Mack Gordon / Harry Warren                              | 4:50 |
| 7.    | I Can't Give You Anything But Love | Dorothy Fields / Jimmy McHugh                           | 5:05 |
| 8.    | But Not for Me                     | George Gershwin / Ira Gershwin                          | 5:52 |
| 42:34 |                                    |                                                         |      |

## Musiciens
- Red Garland : piano
- Paul Chambers : contrebasse
- Art Taylor : batterie